# Liga ACT 2021
La temporada 2021 de la Liga ACT (conocida como Eusko Label Liga por motivos de patrocinio) es la decimonovena edición de la competición de traineras organizada por la Asociación de Clubes de Traineras. Compitieron 12 equipos encuadrados en un único grupo. La temporada regular comenzó el 3 de julio en La Coruña y terminó el 29 de agosto en Moaña (Pontevedra). Posteriormente, se disputaron los play-off para el descenso a la Liga ARC o a la Liga LGT.

## Sistema de competición
La competición consta de tres tipos de regatas:
- Regatas puntuables: computan para la clasificación de la liga y todos los clubes deben participar en ellas.
- Regatas no puntuables: no computan para la clasificación de la liga y los clubes pueden no participar en ellas mediando causa justificada. En la temporada 2021, no hubo regatas de este tipo.
- Regatas de play-off: se disputan 2 regatas en la que participan el clasificado en undécimo lugar antes de las dos últimas regatas y dos representantes de la Liga ARC y otros dos de la LGT. El clasificado en último lugar desciende directamente.

En esta edición se disputaron 20 banderas durante la temporada regular y dos regatas de play-off. Todos los integrantes de la Liga ACT disputan las regatas puntuables excepto las dos últimas ya que éstas coinciden con el desarrollo de los play-off. En estas dos últimas regatas no participan los siguientes clasificados después de la decimoctava regata: los clasificados en los puestos noveno y décimo; el penúltimo clasificado ya que rema en la tanda de los play-off y el último, que desciende directamente a las ligas ARC o LGT. Por tanto, estas dos últimas banderas solo las disputan los ocho primeros clasificados tras la disputa de las 18 primeras regatas.

## Calendario

### Temporada regular
Las siguientes regatas tuvieron lugar en 2021.
| Orden | Regata                                                                  | Fecha            | Hora  | Localidad       | Provincia  |
| ----- | ----------------------------------------------------------------------- | ---------------- | ----- | --------------- | ---------- |
| 1     | V Bandera Ciudad de La Coruña (jornada 1)                               | 3 de julio       | 18:13 | La Coruña       | La Coruña  |
| 2     | V Bandera Ciudad de La Coruña (jornada 2)                               | 4 de julio       | 12:13 | La Coruña       | La Coruña  |
| 3     | XIII Bandera Donostiarra - Turismo Castilla-La Mancha                   | 10 de julio      | 18:13 | San Sebastián   | Guipúzcoa  |
| 4     | XXXVIII Bandera Petronor                                                | 11 de julio      | 12:13 | Ciérvana        | Vizcaya    |
| 5     | XXXI Bandera de Orio - IX Bandera Orio Kanpina                          | 17 de julio      | 18:30 | Orio            | Guipúzcoa  |
| 6     | XLIII Bandera de Guecho - XVII Homenaje a Lehendakari J.A. Agirre       | 18 de julio      | 12:13 | Guecho          | Vizcaya    |
| 7     | IX Bandera CaixaBank                                                    | 24 de julio      | 18:13 | Castro-Urdiales | Cantabria  |
| 8     | XXXVI Bandera El Correo-Gran Premio Kutxabank-Ayuntamiento de Lequeitio | 25 de julio      | 12:13 | Lequeitio       | Vizcaya    |
| 9     | XII Bandera de Bilbao                                                   | 31 de julio      | 18:19 | Bilbao          | Vizcaya    |
| 10    | LXII Bandera de Santurce                                                | 1 de agosto      | 12:13 | Santurce        | Vizcaya    |
| 11    | Bandera Barbanza Arosa                                                  | 7 de agosto      | 18:13 | Rianjo          | La Coruña  |
| 12    | XXXi Bandera Concejo de Boiro                                           | 8 de agosto      | 12:13 | Boiro           | La Coruña  |
| 13    | XLIV Bandera de Zarauz (jornada 1)                                      | 14 de agosto     | 18:13 | Zarauz          | Guipúzcoa  |
| 14    | XLIV Bandera de Zarauz (jornada 2)                                      | 15 de agosto     | 12:13 | Zarauz          | Guipúzcoa  |
| 15    | XXXVII Bandera de Ondárroa - Gran Premio Cikautxo                       | 21 de agosto     | 18:13 | Ondárroa        | Vizcaya    |
| 16    | XXXIV Bandera de Fuenterrabía - Gran Premio Mapfre                      | 22 de agosto     | 12:13 | Fuenterrabía    | Guipúzcoa  |
| 17    | XIV Bandera Concejo de Ares                                             | 28 de agosto     | 18:13 | Ares            | La Coruña  |
| 18    | XXXIX Bandera Concejo de Moaña                                          | 29 de agosto     | 12:13 | Moaña           | Pontevedra |
| 19    | XXXIX Bandera Villa de Bermeo - Gran Premio AVIA                        | 18 de septiembre | 18:50 | Bermeo          | Vizcaya    |
| 20    | XLVII Bandera El Corte Inglés                                           | 19 de septiembre | 12:30 | Portugalete     | Vizcaya    |

### Play-off de ascenso a Liga ACT
| Orden | Regata      | Fecha            | Hora  | Provincia |
| ----- | ----------- | ---------------- | ----- | --------- |
| 1     | Bermeo      | 18 de septiembre | 18:11 | Vizcaya   |
| 2     | Portugalete | 19 de septiembre | 11:50 | Vizcaya   |

## Traineras participantes
| Equipo                               | Nombre de la Trainera                    | Localidad     | Provincia  |
| ------------------------------------ | ---------------------------------------- | ------------- | ---------- |
| Cabo da Cruz                         | Archivo:Solid Solid red.svg Cabo da Cruz | Boiro         | La Coruña  |
| Tirán-Pereira                        | Ruly                                     | Tirán (Moaña) | Pontevedra |
| Ares                                 | Santa Olalla de Lubre                    | Ares          | La Coruña  |
| Zierbena-Bahías de Vizcaya           | Zierbena                                 | Ciérvana      | Vizcaya    |
| Santurtzi-Transportes y Grúas Aguado | Sotera                                   | Santurce      | Vizcaya    |
| Bermeo Urdaibai-Avia                 | Bou Bizkaia                              | Bermeo        | Vizcaya    |
| Lekittarra-Elecnor                   | Lekittarra                               | Lequeitio     | Vizcaya    |
| Ondarroa-Cikautxo                    | Antiguako ama                            | Ondárroa      | Vizcaya    |
| Zarautz-Gesalaga-Okelan              | Enbata                                   | Zarauz        | Guipúzcoa  |
| Orio-Orialki                         | San Nikolas                              | Orio          | Guipúzcoa  |
| Donostiarra-Amenabar                 | Torrekua II                              | San Sebastián | Guipúzcoa  |
| Fuenterrabía-Go Fit                  | Ama Guadalupekoa                         | Fuenterrabía  | Guipúzcoa  |

Los clubes participantes están ordenados geográficamente, de oeste a este.

### Equipos por provincia
| Provincia  | N. | Equipos |
| ---------- | -- | --- |
| Vizcaya    | 5  | Lekittarra-Elecnor, Ondarroa-Cikautxo, Santurtzi-Transportes y Grúas Aguado, Bermeo Urdaibai-Avia, Zierbena-Bahías de Vizcaya |
| Guipúzcoa  | 4  | Donostiarra-Amenabar, Fuenterrabía-Go Fit, Orio-Orialki, Zarautz-Gesala-Okelan                                                |
| La Coruña  | 2  | Ares, Cabo da Cruz |
| Pontevedra | 1  | Tirán-Pereira |

### Ascensos y descensos
| Pos. | Ascendido de liga LGT 2020 |
| ---- | -------------------------- |
| 1.º  | Tirán-Pereira              |

| Pos. | Descendido a liga ARC 2021 |
| ---- | -------------------------- |
| 12.º | Kaiku-Vusa                 |

     Ascenso después de play-off.

     Descenso directo ordinario.

     Descenso después de play-off.

## Clasificación

### Temporada regular
A continuación se recoge la clasificación en cada una de las regatas disputadas.
A lo largo de la temporada, las tripulaciones de Zierbena-Bahías de Vizcaya, Lekittarra-Elecnor y Ares estuvieron afectadas por la COVID-19, viéndose obligadas a abandonar transitoriamente la competición por lo que se les asignó 9, 4 y 5 puntos, respectivamente, por cada regata no disputada de acuerdo a la media de puntos obtenida en las jornadas previas.
Los puntos se reparten entre los doce participantes en cada regata.
| Posición | 1.º | 2.º | 3.º | 4.º | 5.º | 6.º | 7.º | 8.º | 9.º | 10.º | 11.º | 12.º |
| Puntos   | 12  | 11  | 10  | 9   | 8   | 7   | 6   | 5   | 4   | 3    | 2    | 1    |

| Pos. | Club                                 | Trainera                                 | 1 CO1 | 2 CO2 | 3 DON | 4 PET | 5 ORI | 6 GUE | 7 CAX | 8 COR | 9 BIL | 10 SCE | 11 BAR | 12 BOI | 13 ZA1 | 14 ZA2 | 15 OND | 16 FUE | 17 ARE | 18 MOA | 19 BER | 20 ING | Puntos |
| ---- | ------------------------------------ | ---------------------------------------- | ----- | ----- | ----- | ----- | ----- | ----- | ----- | ----- | ----- | ------ | ------ | ------ | ------ | ------ | ------ | ------ | ------ | ------ | ------ | ------ | ------ |
| 1    | Santurtzi-Transportes y Grúas Aguado | Sotera                                   | 2     | 2     | 3     | 3     | 1     | 4     | 4     | 1     | 3     | 1      | 2      | 1      | 2      | 2      | 5      | 3      | 1      | 1      | 1      | 1      | 217    |
| 2    | Fuenterrabía-Go Fit                  | Ama Guadalupekoa                         | 1     | 10    | 2     | 4     | 3     | 3     | 1     | 3     | 1     | 2      | 5      | 2      | 1      | 1      | 3      | 1      | 2      | 2      | 3      | 7      | 203    |
| 3    | Orio-Orialki                         | Txiki                                    | 7     | 3     | 4     | 11    | 2     | 2     | 2     | 5     | 4     | 4      | 6      | 3      | 4      | 5      | 4      | 2      | 5      | 3      | 5      | 2      | 177    |
| 4    | Donostiarra-Amenabar                 | Torrekua II                              | 4     | 5     | 5     | 7     | 5     | 5     | 3     | 4     | 5     | 3      | 1      | 4      | 3      | 3      | 2      | 4      | 3      | 6      | 6      | 6      | 176    |
| 5    | Zierbena-Bahías de Vizcaya           | Zierbena                                 | 3     | 4     | 1     | 9     | 6     | 1     | COV   | COV   | 2     | 8      | 4      | 5      | 5      | 4      | 1      | 6      | 6      | 10     | 2      | 3      | 172    |
| 6    | Bermeo Urdaibai-Avia                 | Bou Bizkaia                              | 9     | 1     | 6     | 8     | 4     | 6     | 6     | 2     | 6     | 5      | 3      | 6      | 7      | 6      | 6      | 5      | 7      | 5      | 4      | 4      | 154    |
| 7    | Ondarroa-Cikautxo                    | Antiguako ama                            | 6     | 11    | 9     | 1     | 9     | 7     | 7     | 6     | 11    | 7      | 7      | 7      | 8      | 8      | 8      | 8      | 9      | 4      | 7      | 5      | 115    |
| 8    | Cabo da Cruz                         | Archivo:Solid Solid red.svg Cabo da Cruz | 5     | 12    | 7     | 6     | 7     | 9     | 5     | 7     | 7     | 9      | 8      | 9      | 9      | 10     | 7      | 10     | 4      | 11     | 8      | 8      | 102    |
| 9    | Ares                                 | Santa Olalla de Lubre                    | 8     | 6     | 8     | 12    | 11    | 8     | 8     | 8     | 9     | 6      | 9      | 8      | COV    | COV    | 11     | 7      | 10     | 7      | DNP    | DNP    | 82     |
| 10   | Lekittarra-Elecnor                   | Lekittarra                               | 12    | 7     | 11    | 2     | 8     | 11    | 9     | 9     | COV   | COV    | 12     | 11     | 6      | 7      | 9      | 9      | 8      | 12     | DNP    | DNP    | 73     |
| 11   | Tirán-Pereira                        | Pereira                                  | 11    | 9     | 10    | 5     | 10    | 12    | 10    | 11    | 8     | 10     | 10     | 10     | 11     | 11     | 10     | 11     | 11     | 9      | DNP    | DNP    | 55     |
| 12   | Zarautz-Gesala-Okelan                | Enbata                                   | 10    | 8     | 12    | 10    | 12    | 10    | 11    | 10    | 10    | 11     | 11     | 12     | 10     | 9      | 12     | 12     | 12     | 8      | DNP    | DNP    | 44     |

| Color     | Resultado                        |
| --------- | -------------------------------- |
| Oro       | Ganador                          |
| Plata     | Segundo                          |
| Bronce    | Tercero                          |
| Verde     | Puntuó                           |
| Negro     | DSQ - Descalificado              |
| Sin color | DNP - Inscrito pero no participó |
| Sin color | COV - Afectada por COVID-19      |

### Play-off de ascenso a Liga ACT
Los puntos se reparten entre los cinco participantes en cada regata.
| Posición | 1.º | 2.º | 3.º | 4.º | 5.º |
| Puntos   | 5   | 4   | 3   | 2   | 1   |

| Pos. | Club                 | Trainera                            | 1 BER | 2 POR | Puntos |
| ---- | -------------------- | ----------------------------------- | ----- | ----- | ------ |
| 1    | Getaria              | Esperantza                          | 1     | 2     | 9      |
| 2    | Kaiku-Berez Galanta  | Bizkaitarra                         | 3     | 1     | 7      |
| 3    | Samertolameu-Oversea | Meira Mar                           | 2     | 3     | 5      |
| 4    | Tirán-Pereira        | Pereira                             | 4     | 4     | 4      |
| 5    | Bueu                 | Archivo:Solid Solid red.svg Maruxia | 5     | 5     | 2      |